# 上海實業控股

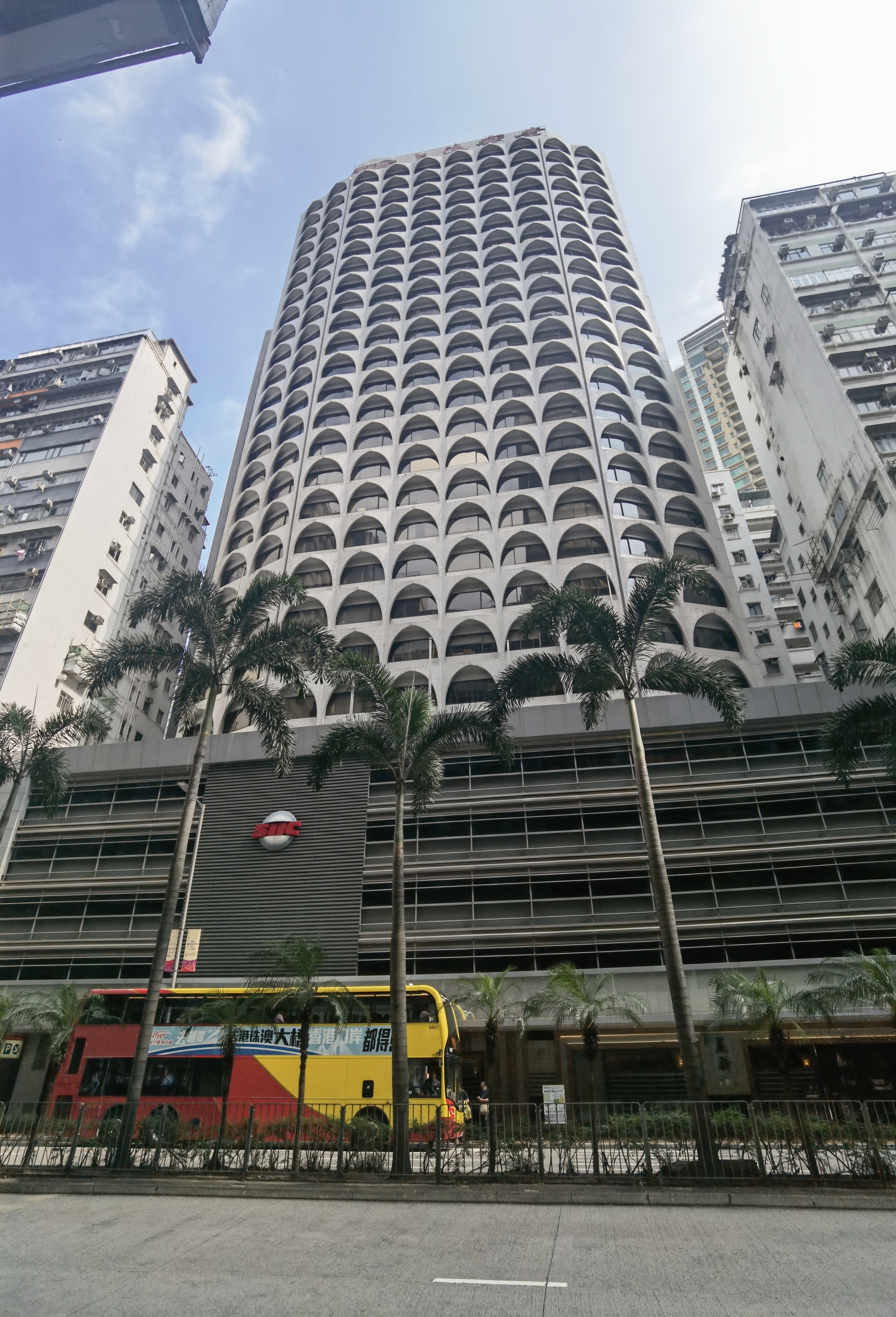
位于香港湾仔的上海实业大厦

上海實業控股有限公司（簡稱上實控股，港交所：363）1996年成立，同年5月30日在香港聯合交易所上市。2001年在紐約開展美國證券存托憑證第一級計畫。上實控股現時為摩根士丹利中國指數、恒生綜合指數及恒生香港中資企業指數之成份股。2011年年底上實控股的總資產值及淨資產分別達1158.14億港元及340.97億港元，全年營業額149.69億港元，股東應佔盈利約42.79億港元。
上實控股的控股股東上海實業（集團）有限公司（簡稱“上實集團”）是上海市人民政府於1981年在香港成立的窗口公司。現為上海市人民政府在海外最大的綜合性企業集團。現時持有上實控股股權超過52%。
作為上實集團的旗艦企業，上實控股自上市以來，一方面獲母公司上實集團的全力支持，取得上海市最佳的投資機會，體現上實控股的上海優勢；另一方面，公司也通過收購兼併，在核心業務的市場取得優質資產。 2009年上實控股更貫徹優化產業結構策略, 成功退出多個非核心業務，並加強核心業務的建設，成為以基建設施、房地產和消費品三個主要核心業務為主的紅籌公司，致力為股東創造可觀盈利空間。
2011年，上海實業以40.4億港元向周大福企業出售上海青浦兩地皮90%股權及上海四季酒店77%股權。
2011年6月10日由上實控股持股近55%的亞洲水務，收購內地污水處理企業南方水務約70%股權，總代價為4.093億元（人民幣，下同）
2020年11月2日上實公布，公司旗下的上實城開上海大健康管理，計劃與大股東上實集團的附屬上海凌風醫療及上海華氏合組合營企業，於上海開發及經營醫療美容機構，總投資額為1.5億元人民幣。

## 外部連結
- 上海實業控股有限公司（页面存档备份，存于）